# Tschuna
Die Tschuna (russisch Чуна, wiss. Transliteration Čuna; auch Chuna bzw. Cuna; im Oberlauf Uda (russisch Уда) genannt) ist der 1203 km lange, rechte bzw. südöstliche Quellfluss der Tassejewa in Sibirien im asiatischen Teil Russlands. 

## Verlauf
Der Fluss entspringt im Südwesten der Oblast Irkutsk als Uda im Zentrum des Ostsajan, dessen Berge im Quellgebiet der Tschuna bis 2924 m hoch sind. Er fließt von dort in nördlicher Richtung in das Mittelsibirische Bergland ein, das entlang des nun Tschuna genannten Flusses bis zu 530 m hoch ist. Darin fließt sie unter anderen über Nischneudinsk und Lessogorsk nach Balturino. Danach wendet sich die Tschuna – etwa parallel zur etwas weiter westlich verlaufenden Birjussa fließend – allmählich nach Nordwesten, bis sie ungefähr 250 Flusskilometer unterhalb von Tschunojar mit der Birjussa die Tassejewa bildet. 
In Balturino wird die Tschuna in West-Ost-Richtung von einer Brücke der Baikal-Amur-Magistrale überquert.